# Рина Сузуки (музичар)
Рина Сузуки (鈴木 理菜 Suzuki Rina), рођена 21. августа 1991, Префектура Нара, Јапан, је најмлађи члан јапанске рок групе Скандал. Рина свира бубњеве, клавијатуру и гитару. Такође је члан јапанског супербенда Halloween Junky Orchestra који су основали познати музичари као што су Hyde и K.A.Z из Vamps-а за Октобарски хит 2012. године "Halloween Party". Осим што свира бубњеве, често компонује и пише песме за Скандал.
Заједно са Харуном Оно је дио хип хоп дуо-а "Almond Crush" који је направљен са Скандаловим синглом "Taiyou Scandalous" док су Мами Сасазаки и Томоми Огава направили дуо "Dobondobondo".

## Књиге
Рина Сузуки је 21. августа 2014. на свој рођендан објавила књигу "One Piece" под Kitty Records-ом.
Такође 15. јула 2016. је излашла друга Ринина књига "It's me RINA".

## Подаци
- Име - Рина Сузуки (鈴木 理菜 Suzuki Rina)
- Место Рођења - Нара, Јапан
- Датум Рођења - 21. август 1991. (33 год.)
- Надимак - Рина
- Висина - 160
- Инструменти - Бубњеви, Клавијатура, Гитара